# أساري تشان

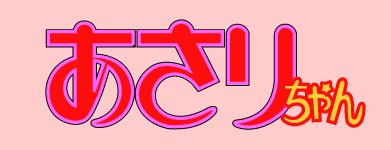
شعار أساري تشان.

أساري تشان (あさりちゃん) هي سلسلة مانغا يابانية من شريحة شوجو للحياة من تأليف مايومي موروياما. تم تحويلها الى مسلسل أنمي تلفزيوني وفيلم أنمي. تم إنتاج مسلسل الأنمي التلفزيوني من قبل توي انيميشن وهي شركة تابعة لشركة توي ، وإخراج من كاتسومي فوكوشيما . الأنمي عن أساري ، وهي فتاة عادية ولكنها غبية في الصف الرابع في المدرسة الابتدائية وهي لا تتوافق مع عائلتها

## المانجا
تمت كتابة المانجا بواسطة مايومي موروياما وتم تسلسلها من إصدار أغسطس 1978 إلى إصدار مارس 2014 . أثناء تسلسلها ، تم نشرها أيضًا في العديد من مجلات.

## الأنمي (رسوم متحركة يابانية)
تم إنتاج الأنمي بواسطة توي أنيميشن ، وهي شركة تابعة لشركة توي وإخراج من قبل كاتسومي فوكوشيما. تم بثه لأول مرة في اليابان في 25 يناير 1982 وتم بث الحلقة الاخيرة من هذا الأنمي في 28 فبراير 1983.  تم بثه كل يوم اثنين في الساعة 19:00 حتى 19:30 بتوقيت اليابان ، وهذا العمل متكون من 54 حلقة.

## استقبال
في عام 1985 ، فاز أساري تشان بجائزة شوغاكوكان للمانجا الثلاثين في فئة أفضل مانغا للأطفال.  في عام 2014 ، فازت بجائزة لجنة التحكيم الخاصة في جائزة شوغاكوكان للمانجا التاسعة والخمسين.  فازت المانجا بالجائزة الكبرى في جائزة جمعية رسامي الكاريكاتير اليابانية لعام 2014. 

## روابط خارجية
- "Asari-chan TV at Toei Animation". مؤرشف من الأصل في 2004-12-07. اطلع عليه بتاريخ 2014-07-05.
- أساري تشان (television series) في شبكة أخبار الأنمي
- أساري تشان (فيلم) في شبكة أخبار الأنمي